# Флавий Евтихиан
Флавий Евтихиан (на латински: Flavius Eutychianus) е политик на Източната Римска империя през края на 4 и началото на 5 век.

## Произход и кариера
Син е на Флавий Тавър (консул 361 г.) и брат на Флавий Аврелиан (консул 400 г.). Евтихиан е арианин.
Той става comes sacrarum largitionum; през 396 – 397 г. преториански префект на Илирия и 397 – 399 г. преториански префект на Изтока. През 398 г. той консул на Изток. На Запад консул е император Флавий Хонорий. През 404 и 405 г. е за втори път преториански префект на Изтока.